# Dodó de Gareja
Dodó de Gareja (Geòrgia, s. VI - Gareja, Geòrgia, 596) fou un príncep de Geòrgia, monjo al monestir de David Gareja. És venerat com a sant per l'Església Ortodoxa i les esglésies de Geòrgia i Siríaca.

## Biografia
Dodó era membre de la família reial Andronikashvili. Atret per la vida religiosa, volgué ésser monjo de jove i fou tonsurat. Es retirà a fer vida eremítica a Ninotsminda (Kakhètia).
En sentir parlar de les virtuts i miracles del monjo David de Gareja, anà al seu eremitori per ésser-ne deixeble. Des de llavors, hi visqué en aquest complex monàstic. David restà gratament impressionat per la devoció i virtuts de Dodó i l'escollí perquè, amb altres monjos, fundessin altres eremitoris i monestirs a la rodalia de Gareja.
Aviat, s'havien fet prop de dues-centes noves ermites; Dodó vivia en una gruta molt petita, on es lliurava a la penitència i l'ascesi. David va guarir miraculosament el fill del príncep Bubakar de Rustavi qui, com a recompensa, li donà recursos per mantenir els monjos de Gareja; David en prengué una part només i n'envià la restant a Dodó, juntament amb Bubakar, perquè fos batejat per ell. Dodó batejà el príncep, la seva família i el seguici.
Dodó morí en llaor de santedat a la seva ermita, on fou sebollit pels seus deixebles i on, amb el temps, s'aixecà una església.
Venerat com a sant per les esglésies ortodoxes georgiana, siríaca i grega, té festivitat litúrgica el 15 de juny (a l'Església de Geòrgia i a la de Síria, que correspon al 2 de juny del calendari julià) i el 7 de juny (Església Ortodoxa).